# Halápi Csárda

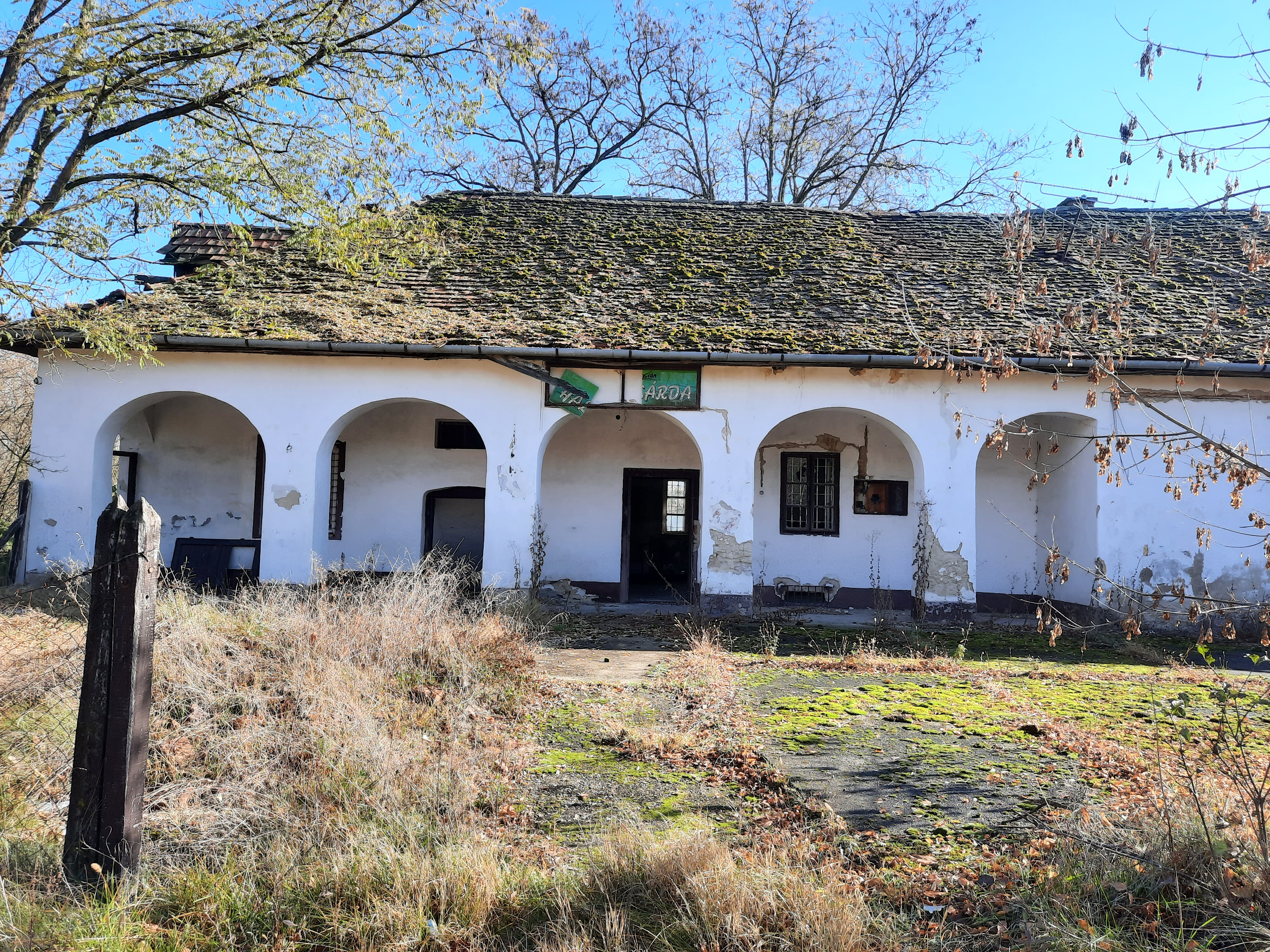
A Halápi Csárda romos épülete 2021-ben.

A Halápi Csárda Hajdú-Bihar vármegyében, a Debrecen melletti Erdőspusztán működő vendéglátó hely, mely már nem üzemel.

## Története
Csárdák főleg a 18-19. században játszottak fontos szerepet az emberek életében. A csárdákat főleg forgalmas utak mellé építették. A Halápi Csárda 1778-ban épült a mai Vámospércsi út mentén, amely abban az időben Szatmárnémetit és Budapestet összekötő fő közlekedési útvonal volt. Ezen az úton hordták Budapestre a sót. A Halápi Csárda nevéhez fűződik az a tévhit, hogy ebben a csárdában fogták el Savanyú Jóskát, egykori betyár vezért. (A valóságban Zalahalápon fogták el.) Azonban az igaz, hogy annak idején a csárdában is igazi ,,betyárélet" zajlott. Elmondások szerint a csárda alatt alagútrendszer húzódott, amit a csárda pincéjéből lehetett megközelíteni. A helyiek szerint az alagútnak két vége volt, amely a felszínre vezetett, az egyik a közeli erdőbe, ami körülbelül 50 méterre volt a csárdától, a másik vége 150 méterre, ahol most tehenészet található. A csárdából csak néhány lépcsőfok vezetett az alagútba, így gyorsan tudtak menekülni a betyárok.

### 20-21. század
A Halápi Csárda az államosítások után a helyi tsz tulajdonba került és már nem csak vendéglátással kapcsolatos funkciókat látott el, hanem a fogadó rész és a kocsma mellett boltot is kialakítottak, majd később takarmánybolt is üzemelt itt. Az épület végében tejcsarnok működött, innen hordták be minden nap a friss tejet Debrecenbe. Abban az időben nagyon zsúfolt és forgalmas volt a csárda élete, egy igazi kereskedelmi központ volt, megfordult ezen a helyen környékbeli lakos, turista, tsz dolgozó és fogatos is. Az 1990-es években a tsz-ek felbomlásával a Halápi Csárda Nagyné Fodor Jolán tulajdonába került. Akkor már a takarmánybolt és a vegyesbolt is megszűnt, a tejcsarnok és a fogadórész működött tovább, majd később a tejcsarnok is megszűnt és csak csárdaként üzemelt.
Hiába voltak annak idején jó főzések, bográcsozások az évek múlásával a csárda forgalma csökkent, igaz a környékbeli tanyákról betértek az emberek meginni valamit vagy a főútról betérő arra utazók.
Az utolsó nagy változás az volt, amikor Nagyné Fodor Jolán bezárta a fogadót és meghirdette a mellette lévő egy hektárnyi területtel együtt, amelyet egy vállalkozó vásárolt meg. Az új tulajdonos célja az volt, hogy felújítja a csárdát azért, hogy visszaállítsa az épületet eredeti állapotát, de ez eddig még nem valósult meg.